# Mistrzostwa Świata w Piłce Nożnej 2010 (eliminacje strefy AFC)/Grupa 1
W Grupie 1 eliminacji do MŚ 2010 biorą udział następujące zespoły:
- Australia
- Chiny
- Irak
- Katar

## Tabela
| Miejsce | Drużyna   | Mecze | Punkty | Zwyc. | Rem. | Por. | Bramki |
| ------- | --------- | ----- | ------ | ----- | ---- | ---- | ------ |
| 1       | Australia | 6     | 10     | 3     | 1    | 2    | 7-3    |
| 2       | Katar     | 6     | 10     | 3     | 1    | 2    | 5-6    |
| 3       | Irak      | 6     | 7      | 2     | 1    | 3    | 4-6    |
| 4       | Chiny     | 6     | 6      | 1     | 3    | 2    | 3-4    |

## Wyniki
| 6 lutego 2008 | Australia · Kennedy 10' · Cahill 17' · Bresciano 33' | 3-0(3-0) | Katar | Stadion Docklands, Melbourne Widzów: 50 969 Sędzia: Salleh |
|               |                                                      |          |       |                                                            |

| 6 lutego 2008 | Irak · Taher 50' (k) | 1-1(0-0) | Chiny · Zhi 75' | Al-Rashid Stadium, Dubaj Widzów: 11 tys. Sędzia: Torky |
|               |                      |          |                 |                                                        |

| 26 marca 2008 | Katar · Montesin 1', 67' | 2-0(1-0) | Irak | Jassim Bin Hamad Stadium, Doha Widzów: 13 tys. Sędzia: Nishimura |
|               |                          |          |      |                                                                  |

| 26 marca 2008 | Chiny | 0-0(0-0) | Australia | Tuodong Stadium, Kunming Widzów: 32 tys. Sędzia: Al Saeedi |
|               |       |          |           |                                                            |

| 2 czerwca 2008 | Australia · Kewell 47' | 1-0(0-0) | Irak | Suncorp Stadium, Brisbane Widzów: 48 678 Sędzia: Irmatow |
|                |                        |          |      |                                                          |

| 2 czerwca 2008 | Katar | 0-0(0-0) | Chiny | Jassim Bin Hamad Stadium, Doha Widzów: 9 tys. Sędzia: Basma |
|                |       |          |       |                                                             |

| 7 czerwca 2008 | Irak · Mohamed 28' | 1-0(1-0) | Australia | Al-Rashid Stadium, Dubaj Widzów: 8 tys. Sędzia: Matsumura |
|                |                    |          |           |                                                           |

| 7 czerwca 2008 | Chiny | 0-1(0-1) | Katar · Quintana 14' (k) | Tianjin Olympic Center Stadium, Tiencin Widzów: 50 tys. Sędzia: Najm |
|                |       |          |                          |                                                                      |

| 14 czerwca 2008 | Chiny · Zhou 33' | 1-2(1-1) | Irak · Mohammed 41' · Akram 66' | Tianjin Olympic Center Stadium, Tiencin Widzów: 39 tys. Sędzia: Bashir |
|                 |                  |          |                                 |                                                                        |

| 14 czerwca 2008 | Katar · Khalfan 89' | 1-3(0-1) | Australia · Emerton 17' 56' · Kewell 74' | Jassim Bin Hamad Stadium, Doha Widzów: 12 tys. Sędzia: Lee |
|                 |                     |          |                                          |                                                            |

| 22 czerwca 2008 | Australia | 0-1(0-1) | Chiny · Xiang 12' | ANZ Stadium, Sydney Sędzia: Al Ghamdi |
|                 |           |          |                   |                                       |

| 22 czerwca 2008 | Irak | 0-1(0-0) | Katar · Bechir 77' | Al-Rashid Stadium, Dubaj Sędzia: Al Fadhli |
|                 |      |          |                    |                                            |